# Nils Trædal
Nils Trædal (né le 29 novembre 1879 à Sunndal, décédé le 12 octobre 1948 est un pasteur et homme politique norvégien, parlementaire et ministre.

## Biographie
Il est l'un des fondateurs du Bondepartiet. Il est ministre des affaires religieuses et de l'Enseignement sous les gouvernements Gouvernement Kolstad (1931-1932) et Hundseid (1932-1933). Il est également Premier ministre et ministre des Affaires étrangères par intérim du 29 février au 10 mars 1932.
Il est élu au Storting pour le Comté de Møre og Romsdal (1934-1936) et comme remplaçant les deux mandatures suivantes. Après-guerre, il est élu pour le Comté de  Sør-Trøndelag (1945–1949).
Il meurt dans des circonstances mystérieuses en tombant du 3e étage. Longtemps des rumeurs ont couru parlant d'un assassinat politique, rumeurs liées à la mort identique quelques mois plus tôt du Ministre des Affaires étrangères tchèque, Jan Masaryk.
Un buste en sa mémoire est dévoilé le 14 août 2005 à Kolvereid dans la commune de Nærøy. 

## Source
- (nb) Johan J. Jakobsen: Makten og æren : en biografi om Nils Trædal. Gyldendal, 2005.